# Asilah

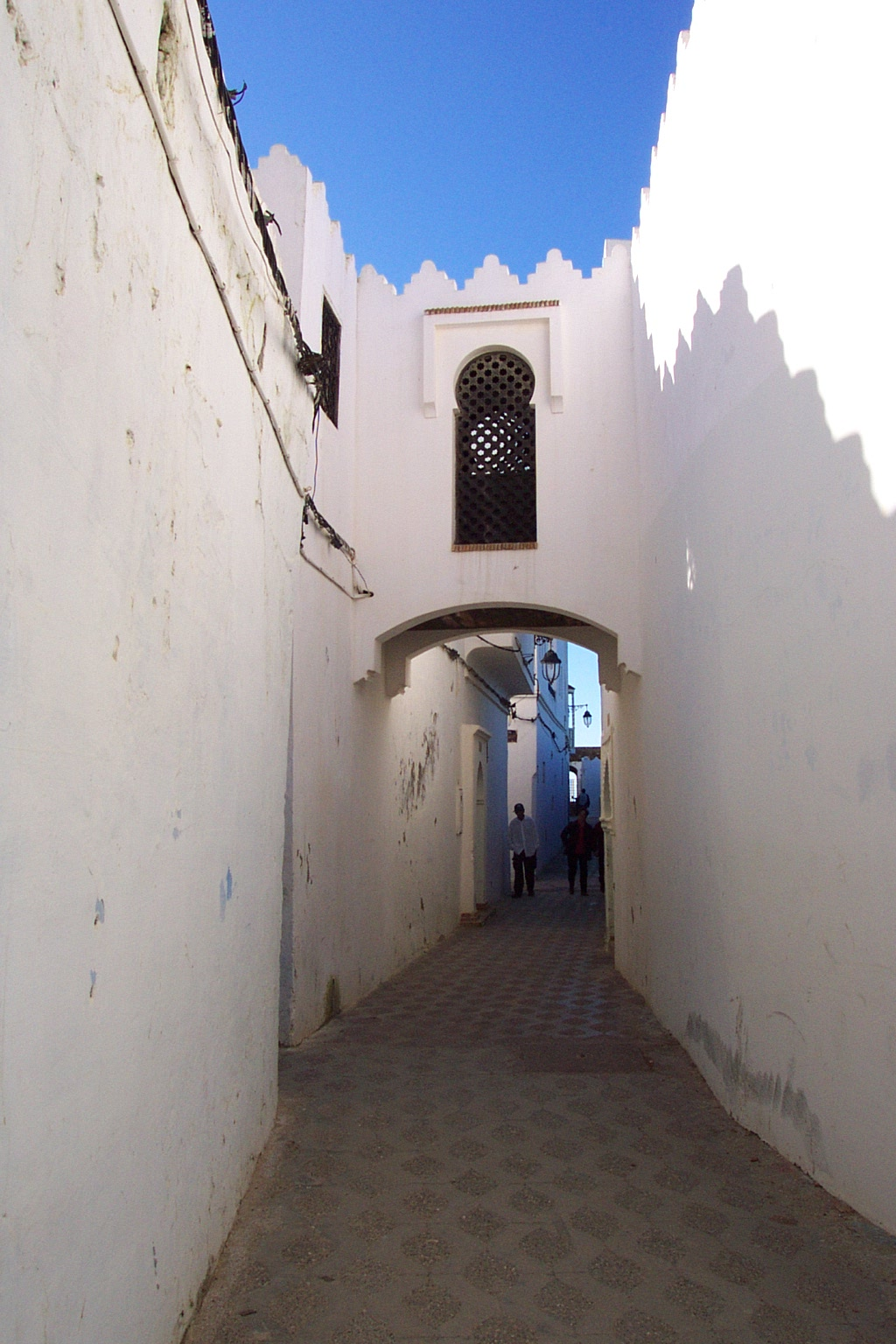
Carrer d'Asilah

Asilah o Assilah o Asila (àrab: أصيلة, Aṣīla; amazic estàndard marroquí: ⴰⵚⵉⵍⴰ, Aṣila; francès: Arzila; portuguès: Arzila; castellà: Arcila) és una ciutat del Marroc, situada a uns 50 km al sud-sud-oest de Tànger, prop de la desembocadura de l'Oued el-Helou.

## Població
Les estadístiques durant el protectorat espanyol (1912-1956) donaven 6.000 habitants el 1935, i 16.000 el 1949. El 1991, en el cens marroquí, estava a l'entorn dels 25.000 habitants. Actualment forma part de la prefectura de Tànger-Assilah de la regió de Tànger-Tetuan-Al Hoceima. Segons el cens de 2014 tenia una població total de 31.147 persones.

## La ciutat i l'entorn
Alguns edificis destacats en són la fortalesa portuguesa construïda en temps del rei Alfons V de Portugal i el mausoleu de Sidi Ahmed al-Mansur. El dia de mercat és el dijous, que es fa en un lloc proper al camp de futbol, a tocar de la carretera general entre Tànger i Rabat. A 14 km, a Had Al Gharbia, es fa el mercat setmanal dels diumenges. Vora la ciutat hi ha diverses platges: Las Palomas (o de les Coves) a uns 2 km; la platja Salvaje a uns 4 km; les de Sidi Mugaits (o del Sant) i Oued Tahadart (o de les Barques), a uns 5 km; i la de Briech a uns 6 km.

## Història

### Història antiga
Fou l'antiga Zilia (llatí Zilia i també Zilis, Zelis i Zeles), una ciutat de la Mauritània Tingitana, a la costa de la part occidental, a la boca del riu Zilia, a la via entre Lix i Tingis (Tànger), situada a uns 40 km d'aquesta darrera. Fou fundada probablement pels fenicis, visitada pels grecs i absorbida per Cartago; quan aquest estat va passar a Roma, Zilia va passar als romans i probablement cap al final del segle i, sota August, fou feta colònia amb el nom de Colonia Augusti Iulia Constantia Zilil. Una part dels habitants foren portats a Hispània, on van poblar Iulia Ioza.

### Primera dominació musulmana
Si els autors antics en diuen poca cosa, no passa el mateix amb els àrabs. Al-Bakrí i Ibn Hàwqal l'esmenten; va rebre llavors el nom d'Asilah. Després del 712, en què fou conquerida pels àrabs, va esdevenir un centre del comerç amb la península Ibèrica, amb un cert desenvolupament econòmic i cultural sota els idríssides. Al-Bakrí diu que fou atacada dues vegades pels normands durant el segle ix, però malauradament no se'n poden precisar les dates. Al segle xii al-Idrissí la presenta com una ciutat en decadència, però es devia recuperar entre el segle xiii i el XIV perquè el 1437, quan es va produir el desastre portuguès a Tànger, es trobaven a la ciutat negociants jueus i comerciants genovesos i castellans. Els sultans de Fes en van fer una de les seves posicions principals.

### Fortalesa portuguesa

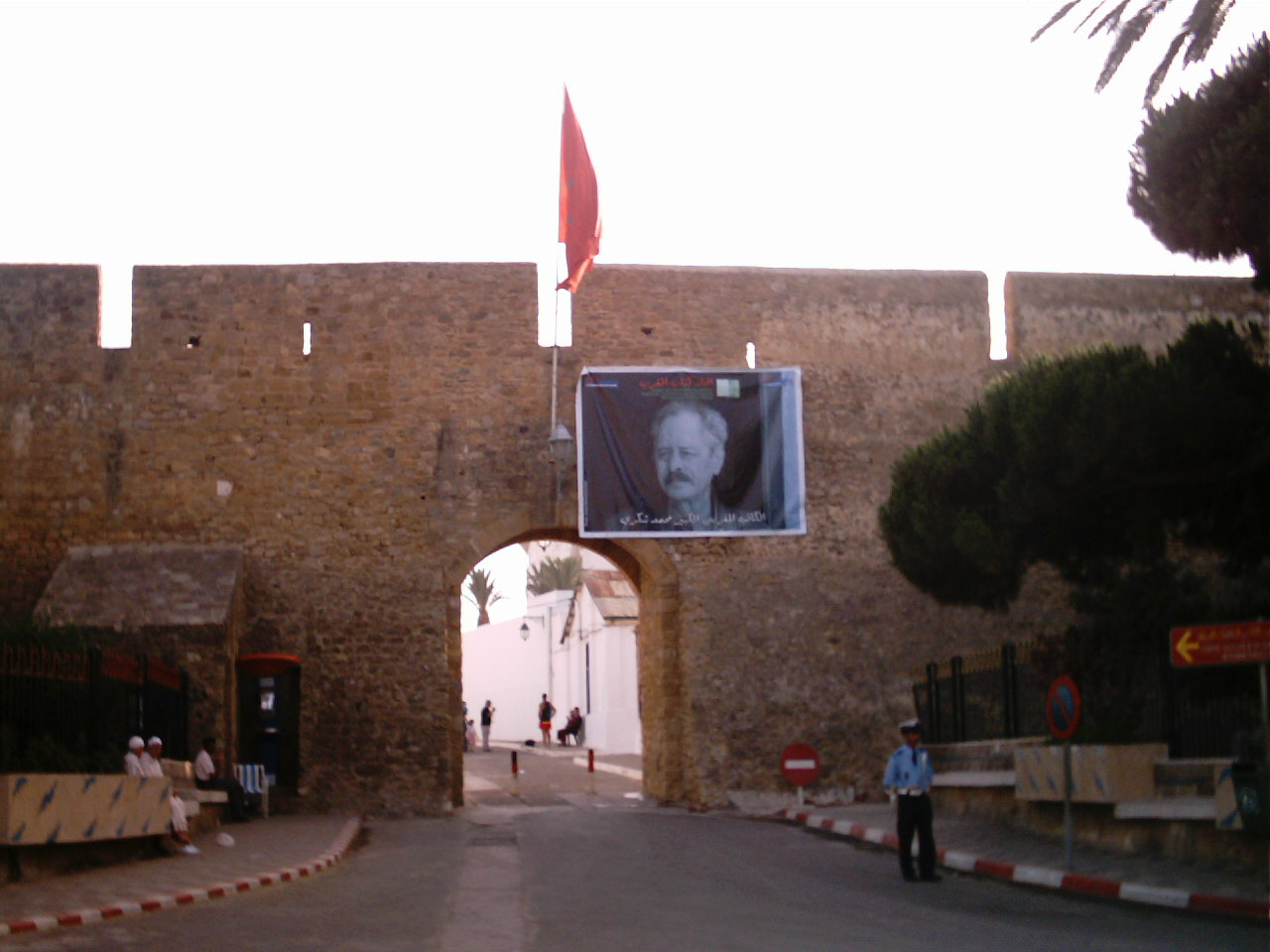
Fortalesa portuguesa

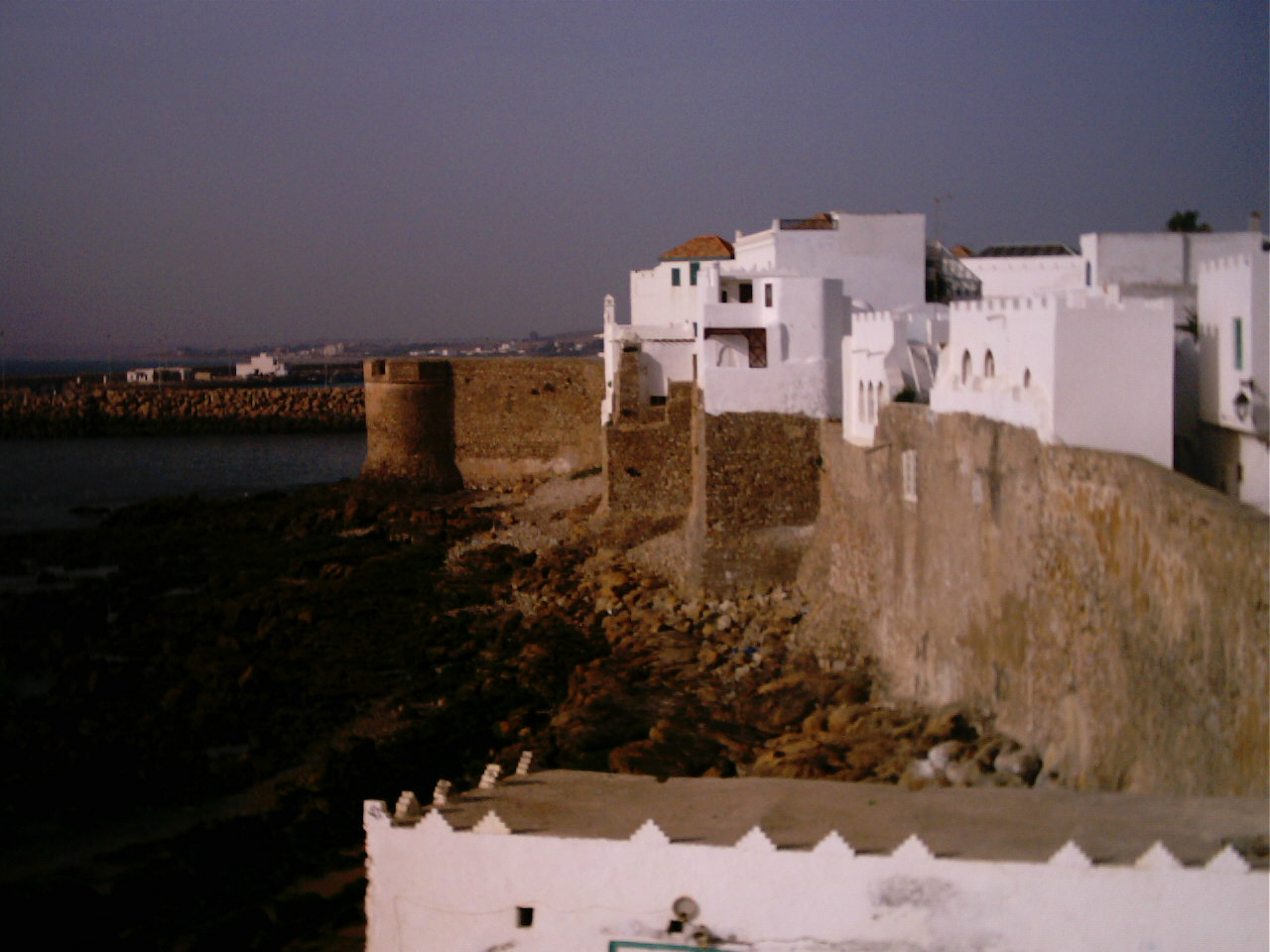
Fortalesa portuguesa

El 24 d'agost de 1471 els portuguesos, dirigits per Alfons V de Portugal l'Africà i el seu fill Joan (futur Joan II de Portugal), la van ocupar amb la intenció principal de tenir un punt de suport per atacar Tànger per dos fronts. Aquesta conquesta va portar la de Tànger, en què els portuguesos van entrar sense disparar un tret. Els portuguesos van construir a Asilah una fortificació que encara existeix. La guarnició, en contacte amb les de Ceuta, Al-Ksar es-Seghir, i Tànger, fou atacada sovint pels marabuts de la regió del Djabal Harrub, els caids de Kasr al-Kabir, Larraix, Tetuan i Xauen (en aquest cas el caid Mulay Hakim), i pels sultans de Fes (especialment Muhammad al-Burtukali); fou assetjada diverses vegades, però d'especial gravetat fou el setge de 1508, quan els portuguesos van perdre la ciutat i només van conservar-ne la ciutadella; foren salvats en el darrer moment per una esquadra portuguesa enviada en ajut, que després fou reforçada per l'esquadra espanyola de Pedro Navarro que tenia com a destí Orà i que també va ocupar el penyal de Vélez de la Gomera. Tots aquests fets, la inseguretat del seu port, i els problemes econòmics que enfrontava el rei, van decidir a Joan III de Portugal el 1549 a donar ordre d'evacuar-la, ordre que es va complir el 1550, unes setmanes després d'Al-Ksar es-Seghir; immediatament després de sortir-ne els portuguesos va retornar al sultà de Fes.
El 1577 la ciutat fou cedida al rei Sebastià I de Portugal pel príncep i pretendent Muhammad al-Mashluk, a canvi de l'ajut portuguès. El 1578 va entrar a la ciutat el rei portuguès i el 29 de juliol de 1578 la flota va sortir d'aquesta posició per anar a enfrontar-se a la flota musulmana enemiga, però Sebastià fou derrotat en la batalla de Kasr al-Kabir (l'anomenada batalla dels Tres reis) el 4 d'agost de 1578. Amb la mort del seu successor el cardenal Enric I de Portugal, la corona portuguesa va passar a mans del rei espanyol Felip II, i les possessions portugueses al nord del Marroc van esdevenir així territoris espanyols. Felip II, finalment, va decidir restituir la ciutat, port i fortalesa al sultà al-Mansur el 1589. Portuguesos i espanyols la van anomenar Arzila. Des de llavors la ciutat va portar una existència tranquil·la i fosca.

### Darrers temps
El 1860 fou bombardejada per la marina espanyola durant la guerra entre Espanya i Marroc. El 1906 fou una de les seus del govern del paixà Raisuli i el 1912 la van ocupar els espanyols per incorporar-la a la zona del seu protectorat.

### Governadors portuguesos (capitans fins a 1545 i després governadors)
- 1471 - 1480 Enríquez de Meneses
- 1481 - 1486 Joâo de Meneses
- 1490 - 1501 Vasco Coutinho, comte de Redondo
- 1501 - 1505 João de Meneses
- 1505 - 1514 Vasco Coutinho, comte de Redondo (segona vegada)
- 1514 - 1524 João Coutinho, comte de Redondo
- 1524 - 1529 António de Silveira
- 1529 - 1538 Francisco Coutinho
- 1538 - 1549 Manuel Mascarenhas
- 1549 - 1550 Luís de Loureiro
- 1550 - 1577 Govern del soldà de Fes
- 1577 - 1578 Duarte de Meneses
- 1578 - Pedro de Mesquita
- 1578 - 1580 Pedro da Silva
- 1580 - 1589 Governadors espanyols nomenats per Felip II de Castella.